# Choristostigma roseopennalis
Choristostigma roseopennalis is een vlinder uit de familie van de grasmotten (Crambidae), uit de onderfamilie van de Spilomelinae. De wetenschappelijke naam van deze soort is voor het eerst gepubliceerd in 1886 door George Duryea Hulst.
De soort komt voor in de Verenigde Staten en Mexico.